# Convento e Iglesia de San Antonio
El Convento e Iglesia de San Antonio (en portugués: Convento e Igreja de Santo Antônio) Se localizan en Recife, estado de Pernambuco, Brasil, son edificaciones religiosas católicas pertenecientes a la Orden Franciscana. Del complejo de edificios, junto con el Convento y la Iglesia, forman parte la Capilla Dorada y el Museo Franciscano de Arte Sacro.
El Convento Franciscano de San Antonio es una de las construcciones más antiguas aún existentes en la ciudad de Recife. Su origen se remonta al 28 de octubre de 1606, fecha en que los frailes resolvieron erigir un convento en las Isla de los Navíos para atender a la población próxima al puerto. 